# بخش کوخردهرنگ
بخش کوخرد هرنگ یکی از بخش‌های شهرستان بستک در استان هرمزگان در جنوب ایران است.

## تقسیمات کشوری
- دهستان کوخرد در گذشته بخش کوخرد
- دهستان هرنگ
- شهر: کوخردهرنگ

### پیشینه
در  سال ۱۳۹۱ با مصوبه دولت بخش کوخرد هرنگ تشکیل شد.
بر اساس اصلاحیه هیئت دولت در مورد مصوبه بخش کوخرد در تاریخ ۱۴ اسفند ۱۳۹۱ به بخش کوخرد هرنگ تغییر یافت. همچنین بر اساس این اصلاحیه دو روستای کوخرد و هرنگ نیز با هم ادغام شده‌اند و به شهر کوخرد هرنگ تبدیل شده‌اند. بخش کوخرد هرنگ به مرکزیت شهر کوخردهرنگ ایجاد شده‌است. این بخش در مورخه ۱۰ تیر ۱۳۹۲ توسط فرماندار شهرستان بستک اجرا گردید و آقای حمید قسوریان جهرمی به سمت اولین بخشدار بخش کوخرد هرنگ منصوب شد.

## موقعیت جغرافیایی
بخش کوخرد با وسعتی در حدود ۱۵۸۰ کیلومتر مربع در قسمت جنوب شرقی شهرستان بستک واقع است.
این بخش از شمال به رشته‌کوه‌های ناخ و بخش مرکزی شهرستان بستک و کوه لاور، از جنوب به دین و کوه سفید و بخش مرکزی شهرستان بندر لنگه، از غرب به صحرای خلوص و بخش جناح و از سمت مشرق به دهستان لمزان و پدل و بخش خمیر محدود می‌شود.

## جمعیت
جمعیت بخش کوخرد هرنگ طبق سرشماری عمومی نفوس و مسکن در سال ۱۳۸۵، برابر با ۱۳٬۲۰۱ نفر بوده‌است.

## زبان اچمی
زبان اهالی منطقه کوخرد همچون مردم شهرستان بستک،اچمی است؛تفاوت گویش کوخردی با فارسی معیار چندان نیست که قابل فهم نباشد و دیگر فارسی زبانان هر چند با سختی قادر به درک موضوع در این گویش خواهند بود.هرچند بسیاری نیز به زبان فارسی نیز مسلط هستند.
حتی در روستاها هم که با گویش محلی صحبت می‌کنند ممکن است میان یک روستا تا روستای دیگر اختلاف در لهجه وجود داشته باشد ولی باز هم مفهوم است. برای نمونه اختلافات چندی در لهجه‌های گوده‌ای و فرامرزی وجود دارد ولی مانع درک مطلب نیست.
میان گویش های فراسویی اچمی و گویش اهالی گوده و صحرای باغ نیز اختلافات کوچکی وجود دارد، گویش گوده‌ای و صحرای باغی را در اصطلاح محلی گویش «اَچُمی» می‌نامند.

### زبان‌های دیگر
دو روستا نیز در منطقه وجود دارد که ساکنان آن به زبان هندی یا سندی صحبت می‌کنند. این دو روستا عبارت‌اند از:
خُلوص روستای کوچکی است از توابع بخش کوخردهرنگ شهرستان بستک در غرب استان هرمزگان در جنوب ایران واقع شده‌است. روستای خلوص در ۱۸ کیلومتری شهر جناح واقع است.
محدوده خلوص: از شمال کوه گچ بستک و رشته کوه ناخ، از جنوب صحرای خلوص و رودخانه مهران، از مغرب گتاو و کاشنو، و از مشرق به دهستان هرنگ محدود می‌گردد.
گُتاو روستای کوچکی است از توابع بخش کوخردهرنگ شهرستان بستک در غرب استان هرمزگان در جنوب ایران واقع شده‌است. . این روستا در ۱۶ کیلومتری جنوب غربی شهر بستک واقع شده‌است.
محدوده گُتاو:از شمال کوه بستک، از جنوب صحرای خلوص، از مغرب رودخانه شور، و از سمت مشرق به روستای خلوص محدود می‌گردد.
مردمان خلوص از نژاد هندی یا هندوستانی هستند و به زبان هندی صحبت می‌کنند.
این اقوام سالهای دور از هندوستان به این منطقه مهاجرت کرده‌اند و در خلوص سکونت گزیده‌اند. گُتاو دومین روستایی است که به زبان «هندی» ویا «سندی» صحبت می‌کنند. روایت است که این اقوام در زمان پیش از اسلام به این منطقه مهاجرت کرده‌اند و بعد از ورود دین اسلام به منطقه لارستان مانند سایر مردم منطقه دین اسلام پذیرفته‌اند.
با وجودی که بسیاری از کلمات فارسی و اچمی بستکی جای کلمات هندی یا سندی را گرفته‌است، اما هنوز زبان مادری خودرا حفظ کرده‌اند و با همدیگر با یکی از لهجه‌های زبان هندی یا سندی صحبت می‌کنند. وکسی از حرف زدن آنها سر درنمی‌آورد؛ و همچنین این زبان را به کودکان خودشان نیز می‌آموزند تا اینکه با مُردن بزرگسالان زبان اصلی شان منقرض نشود.
اما آداب و رسوم ایشان با اهالی دیگر منطقه هیچ فرقی نمی‌کند. مردمانی خوب و مهربان و مهمان نواز هستند. از اهل سنت و شافعی مذهب هستند. البته ساکنین این دو روستا زبان فارسی با لهجه محلی نیز بلد هستند و با دیگران صحبت می‌کنند. در این مناطق نیز کسانی هستند که به زبان عربی نیز صحبت می‌کنند؛ و همچنین اشخاص معدودی نیز وجود دارند که به زبان انگلیسی صحبت می‌کنند.

## مذهب در بخش کوخردهرنگ
کلیه ساکنان شهرستان بستک و بخش‌های آن یعنی کوخردهرنگ، جناح و مرکزی مسلمان و اهل سنت از شاخه شافعی هستند.
دین مردم منطقه پیش از ورود اسلام دین زرتشتی بوده و آثار زیادی از آن زمان بجای مانده‌است ولی امروزه تمامی مردم این شهرستان سنی و مسلمانند.

## جانوران

### کبک ککر
زیستگاه نوع دوم کبک در کوخرد یعنی کبک ککر در پرتگاه‌های پرشیب وکوهسارهای صخره‌ای و در قله‌های بلند بسر می‌برد. احیاناً در پشتخه‌های حاشیه کوه‌ها نیز دیده می‌شود؛ و در بون کوه زیر (جنوب) کوخرد در فصل زمستان وبهار زیاد دیده می‌شود، همچنین دراطراف نرگ‌ها زیاد دیده می‌شود.
مشخصات: نر ۶۰ سانتیمتر، ماده ۵۵ سانتیمتر، کبک بسیار بزرگی است که در کوهستان‌های بلند و در سرگرد نرگ‌های (او شیرینو) و مرخاو و نرگ‌های کوه جنوب زیاد دیده می‌شود.
گلو وبالش به‌طور کلی خاکستری باخطوط موج دار ورگه‌های قهوه‌ای وسفید فراوان است که در سطح شکمی کمرنگ تر و در پهلوها رگه‌های مشخص تری دارد. معمولاً جفت جفت دیده می‌شود. از این نوع کبک‌ها در کوه‌های کوخرد زیاد وجود دارد مخصوصاً در زمستان وبهار و در هنگام باریدن باران وسبز شدن گیاهان در کوه‌ها و پشته‌ها مرغی پر سر وصدا است.
أواز مطبوعی دارد که در کوه‌ها طنین انداز است.

### قُمری
در کوخرد و منطقه بخش کوخرد شهرستان بستک هرمزگان در جنوب ایران پرنده زیبای قُمری معروف و موجود است و آن را به گویش محلی «کِیات» می‌نامند.
این پرنده زیبا در کوخرد و مناطق پشت رودخانه و در کنار سدهای آب ونخلستانها، کشتزارها و باغ‌ها زیاد دیده می‌شوند.
پرنده‌ای بسیار زیبا و با آوازی دلنشین؛ که در کوخرد به آن می‌گویند «کِیات» سه نوع از این پرنده زیبا در منطقه وجود دارند که با این نام‌ها معروف هستند:

### انواع کیات در کوخرد
- کِیات اَزا
- کِیات پُشت رنگ
- کِیات سُرخُو

کیات ازا از همه بزرگ‌تر است وآواز دلنشینی نیز دارد.
بطول ۲۸ یا ۳۰ سانتیمتر و با بدنی نسبتاً لاغر و زیر دم سیاه وکناره‌های سفید که شاهپرهای آن رفته رفته از وسط به کنار کوتاتر است. سطح پشتی قمری به خرمائی مایل به خاکی است که پرهائی که وسط آن‌ها سیاه است و در کنار گردنش لکه‌ای مرکب از رگه‌های سفید و حلقه سیاهی دور گردنش بر زیبائی آن افزوده‌است. پرنده نابالغ لکه‌های کنار گردن ناحیه گلو وسینه رنگ تقریباً صورتی ندارد. قمری جفت جفت یا به صورت گله‌های کوچک (اسراب) دیده می‌شوند.
پرواز تند و مستقیم وحرکات بال آن با تکان‌های شدید همراه‌است.

### موسم تخم‌گذاری
قمری در هرموسم تخم‌گذاری دو تا تخم می‌گذارند، وقمری نر و ماده با تناوب به روی تخم می‌خوابند و بعد از مرور ۲۱ روز این تخم‌ها تفقیص می‌کنند.
مادر شب‌ها روی بچه‌های خود می‌خوابد اما پدر مسؤلیت جیره دادن به جوجه‌ها در روز به عهده دارد. البته مادر نیز کم وبیشی غذاء به به چ‌های خود می‌دهد و به آن‌ها می‌رسد.
زیستگاه این پرنده زیبا در کوه‌ها وکشتزارها ودرختان نزدیک شهرها و روستاها و مناطقی که سدهای آب وجود دارد مانند سد جابر و سد بز و سددرواه شمو و سد جاوید و مناطق گستردهٔ بادیه جنوبی کوخرد لانه می‌سازد. در کوخرد در زمان قدیم خیلی از این پرنده زیبا دیده می‌شد که متأسفانه امروزها از تعداد آن‌ها خیلی کم شده‌است و در اثر کم بارانی و صید جائر آن‌ها از جانب صیادان رفته رفته این پرنده زیبا دارد نسلش برچیده می‌شود.

### کبک
در کوخرد و بخش کوخرد و منطقه بستک واقع در غرب استان هرمزگان ایران دو نوع کبک وجود دارد، نوع اول کبک تیهو نام دارد.
زیستگاه این نوع کبک‌ها همیشه در دامنه کوه‌ها وشیب‌های کوهستانی باز و سنگلاخ و اطراف چشمه‌ها و در (پشتخه‌های) «کوه زیر» ودره‌ها وشیب وفراز کوه‌های جنوب و تَونهِ مصلی و گری همبرو دیده می‌شود، و درمیان بوته‌ها وصخره لانه می‌سازد.
مشخصات ۳۵ سانتیمتر پرنده‌ای با سطح پشتی خاکستری، گلویی نخودی رنگ بانوار حاشیه‌ای پهن وسیاه وبا راهراه عرضی وخیلی واضح پهلوها مشخص می‌شوند. منقار وپاهایش سرخ رنگ است. رنگ خرمائی شاهپرهای کناری دُمَش در پرواز نمایان می‌گردد. معمولاً جفت جفت یا به صورت دسته‌های کوچک دیده می‌شوند. اما در زمستان وفصل بهار به صورت گله‌های بزرگ هستند. مخصوصاً در پشتخه‌های جنوب کوخرد.
هنگام خطر کمتر پرواز می‌کند و بیشتر به سوی سربالایی کوهستان می‌رود تا خود را از خطر دور سازد. در بهار وتابستان پرنده‌ای پر صدا است.

## کشاورزی
در  دهستان کوخرد  در بخش کوخرد شهرستان بستک در غرب استان هرمزگان در جنوب ایران، از دیرباز مردم گندم و جو می‌کاشته‌اند، در آغاز هرسال تمام دشت‌های کوخرد و روستاهای اطراف در زمین‌های جوکار جنب وجوشی خواصی برپا بود ومردم منطقه برای کاشت جو و گندم در صبح زود رهسپار این دشت‌ها می‌شدند.